# 連語
連語（れんご、英: Collocation）とは、一般に、複数の単語からなるが、まとまった形で単語と同様に用いられる言語表現をいう。言語学ではいくつかの異なる意味で用いられる用語である。
1. 広い意味では慣用句も含まれるが、通常は文脈によらず一定の意味を持つ一連の語を「慣用句」と呼び、それ以外の文法的機能などを示すものを「連語」と呼ぶ。たとえば次のような例がある。
  - 日本語
    - てはならない・なければならない
    - ことができる
    - かもしれない
    - に違いない
    - によって
    - における
    - のために

  - 英語
    - be going to（近接未来）
    - out of「から外へ」
    - not…any longer「もう…ない」
    - for the sake of「のために」
2. コーパス言語学では、有意に高い確率で共起する語の組み合わせを「連語」という。これには（1）の意味の「連語」や一部の慣用句などを含みうるが、別の概念である。
3. ソヴィエト・ロシア言語学でいうсловосочетание（語結合）の訳語として「連語」を用いることがある。